# Frederick Forestier-Walker
Frederick William Edward Forestier Forestier-Walker, född den 17 april 1844, död den 31 augusti 1910, var en engelsk general.
Forestier-Walker inträdde 1862 i armén och deltog som generalstabsofficer i xhosakriget 1877-78, zulukriget 1879 och fälttåget i Bechuanaland 1884. Han var 1889-95 befälhavare för den brittiska ockupationsarmén i Egypten, blev sistnämnda år generallöjtnant och i augusti 1899 högste befälhavare över trupperna i Kapkolonin. Forestier-Walker innehade 1899-1901 under boerkriget den viktiga befattningen som högste befälhavare över förbindelselinjerna, på vilken svåra post han visade stor duglighet. Därefter återtog han sitt kommando i Kapkolonin, utnämndes 1902 till general och blev 1905 guvernör över Gibraltar.

## Fotnoter
1. ↑  läs online, oxfordindex.oup.com .[källa från Wikidata]
2. ↑  Darryl Roger Lundy, The Peerage, The Peerage person-ID: p41412.htm#i414113, läst: 9 oktober 2017.[källa från Wikidata]
3. ↑  The Peerage person-ID: p41412.htm#i414113, läst: 7 augusti 2020.[källa från Wikidata]
4. 1 2 3  Darryl Roger Lundy, The Peerage.[källa från Wikidata]